# Арсе, Педро Хосе
Пед́ро Хосе́ А́рсе-и-Фагоа́га (исп. Pedro José Arce y Fagoaga; 28 августа 1801 — 3 апреля 1871) — сальвадорский политик, временно занимавший пост главы государства. Младший брат президента Федеральной Республики Центральной Америки Мануэля Хосе Арсе.

## Биография
Родился в 1801 году в Сан-Сальвадоре. Возглавлял городской совет Сонсонате, участвовал в принятии первой конституции Сальвадора.
Когда в 1841 году в Сальвадоре было решено ввести пост президента, то верховный руководитель Сальвадора Хуан Линдо 20 июня временно передал ему верховную власть в стране до 28 июня, когда он вступил в должность президента страны.
Когда президентом страны был избран Хуан Хосе Гусман, Педро Хосе Арсе стал при нём вице-президентом.
10 декабря 1843 года генерал Франсиско Малеспин объявил президента Гусмана, находившегося в это время в Сан-Мигеле, отстранённым от власти, передав президентские полномочия сенатору Каетано Молине. 20 декабря Гусман выступил перед Законодательным собранием и объявил, что уходит в отставку, а президентские полномочия передаёт вице-президенту Педро Хосе Арсе. 29 декабря Арсе был вынужден вновь передать президентские полномочия Молине, но 1 января 1844 года опять встал во главе государства, и находился на этом посту до 1 февраля, когда в результате продолжающейся политической борьбы в Законодательном собрании в качестве временного президента страны был назначен Фермин Паласиос.